# Dinami d'Arle
Dinami d'Arle, en llatí Dynamius, fou un poeta gal·loromà d'Arle, de noble família, que va viure al segle vi i quan ternia uns trenta anys fou nomenat governador de Marsella (del regne franc de Soissons fins al 558, del regne franc 558-561, del Regne de Borgonya després del 561 i fins al 593) on es va fer famós per la seva tirania i per les seves exaccions i extorsions. Va perseguir especialment el bisbe Teodor a qui va desterrar i va confiscar les rendes de la seu. Però ja de gran es va produir un canvi en la seva vida per motius desconeguts i va esdevenir un instrument obedient al Papa Gregori I. Va morir en un monestir l'any 601. De jove va compondre diverses obres poètiques esmentades amb lloança per Fortunat de Poitiers; les úniques obres que es conserven són: la Vita S. Marii, abat de Bevon, i la Vita S. Maximi, originalment abat de Lerins i després bisbe de Riés.